# Scooby-Doo! Klub skrivnosti
Scooby-Doo! Klub skrivnosti (v izvirniku angleško Scooby-Doo! Mystery Incorporated) je enajsta animirana serija franšize Scooby-Doo studia Hanna-Barbera, ki se je pričela predvajati poleti 2010 na kanalu Cartoon Network. Serijo producira Warner Bros. Animation.

## Epizode
Seznam epizod serije Scooby-Doo! Klub skrivnosti

## Igralci

### Glavni igralci
- Mindy Cohn – Velma Dinkley
- Grey DeLisle – Daphne Blake, Paula Rogers
- Matthew Lillard – Shaggy Rogers (Norville "Shaggy" Rogers)
- Frank Welker – Scooby-Doo, Fred Jones, Barty Blake

### Stranski igralci
- Lewis Black - Skriv Nost
- Tony Cervone - Gary
- Gary Cole – Župan Fredrick Jones Sr.
- Frances Conroy - Marolyn Dinkley
- Kevin Dunn - Harold Dinkley
- Vivica A. Fox – Angel Dynamite
- Casey Kasem - Colton Rogers
- Maurice LaMarche - Vincent Van Ghoul
- Richard McGonagle - Ed Machine
- John O'Hurley - Skipper Shelton
- Kath Soucie - Nan Blake
- Patrick Warburton - Šerif Bronson Stone
- Mitch Watson - Ethan

## Internetna video igra
Cartoon Network je na svoji spletni strani izdal internetno video igro: "Scooby-Doo! Mystery Incorporated Crystal Cove Online", ki ima vsak teden novo uganko.
Spletna stran: Scooby-Doo! Mystery Incorporated Crystal Cove Online

## Izdani DVD-ji
| Ime DVD-ja                                           | Št. epizod | Datum izdaje    |
| ---------------------------------------------------- | ---------- | --------------- |
| Scooby-Doo! Mystery Incorporated: Season 1, Volume 1 | 4          | Januar 25, 2011 |
| Scooby-Doo! Mystery Incorporated: Season 1, Volume 2 | 4          | Maj 10, 2011    |